# Myripristis tiki
Myripristis tiki — вид бериксоподібних риб родини Голоцентрові (Holocentridae).

## Опис
Риба завдовжки до 26,5 см.

## Поширення
Зустрічається на півдні Тихого океану біля островів  Кука, Тонга, Піткерн та острова Пасхи. Морський, демерсальний вид, асоційований з рифами. Мешкає у субтропічних водах на глибині 2-15 м.